# Kawanishi H6K
Kawanishi H6K var en japansk flygbåt från andra världskriget. Av de allierade gick planet antingen under namnet Mavis (bombvarianten) eller Tillie (spanings- och transportvarianten).
Utformningen utgick ifrån en specifikation på en fyrmotorig flygbåt för bomb-, spanings- och transportuppdrag framtagna av japanska flottan 1933 och modifierade 1934. Utvecklingsgruppen leddes av Yoshio Hashiguchi och Shizuo Kikahura som båda studerat konstruktion av flygbåtar hos Short Brothers i Storbritannien.
Prototypen flög första gången sommaren 1936 och var utrustad med fyra Nakajima Hikari 2-motorer på 626 kW (840 hk). Testflygningarna visade att man måste ändra något på flygkroppen för att ge den bättre vattenegenskaper, ytterligare testflygningar visade också att motorerna var för klena. De byttes då ut innan planet kom i produktion.
Planet kom i bruk under andra kinesisk-japanska kriget och användes flitigt när Japan gick med i andra världskriget. Allt eftersom kriget fortlöpte blev planet dock för sårbart för att användas som bombplan och användes allt mer som spanings- och transportplan på sådana platser där man inte förväntade sig något större antal fientliga jaktplan.

## Varianter
- H6K1, prototypvarianten. För att komma tillrätta med de klena motorerna i första prototypen byttes de ut mot Mitsubishi Kinsei 43-motorer
- H6K2, första produktionsvarianten. Den är i stort sett lik prototypen förutom några mindre ändringar. Beväpningen bestod av tre 7,7 mm kulsprutor och upp till 1 000 kg bomber.
- H6K3, variant som har så gott som samma specifikation som H6K2 men den var avsedd för VIP-transporter.
- H6K4, den variant som det producerades flest plan av. Den bar mer bränsle och hade utökad beväpning (fyra 7,7 mm kulsprutor och en 20 mm kanon). Från början hade den samma motor som de modifierade prototyperna men från augusti 1941 byttes de ut mot kraftfullare Kinsei 46-motorer på 798 kW (1 070 hk).
- H6K5, variant som i stort liknade H6K4 men en öppen kulspruteplats ersattes med ett kulsprutetorn och motorerna ersattes än en gång med kraftfullare varianter.
- H6K2-L, transportvariant utvecklad ur H6K2 med plats för 18 passagerare.
- H6K4-L, transportvariant för japanska flottan utvecklad ur H6K4 fast obeväpnad, försedd med Kinsei 46 motorer och flera extra kabinfönster.

Totalt tillverkades cirka 215 plan av de olika versionerna.